# Tawardi
Tawardi is een bestuurslaag in het regentschap Aceh Tengah van de provincie Atjeh, Indonesië. Tawardi telt 275 inwoners (volkstelling 2010).